# 12 ławek
12 ławek – polski musical hip-hopowy w reżyserii Jarosława Stańka, który był także scenarzystą i choreografem spektaklu. Jego premiera odbyła się 5 lutego 2005 roku w Teatrze Muzycznym w Gdyni im. Danuty Baduszkowej. Była to pierwsza tego typu produkcja w Polsce. W 2006 roku Staniek został wyróżniony Nagrodą Prezydenta Miasta Gdyni za reżyserię musicalu.
Za warstwę muzyczną spektaklu była odpowiedzialna wytwórnia muzyczna Wielkie Joł. Wraz z trzydziestoosobową grupą tancerzy na scenie wystąpili: DJ Kostek, Rufin MC, Kameral, Tik Tak, Numer Raz oraz zespoły Bauagan Mistrzów w składzie Norbullo i Zagmadfany oraz Analogia w składzie RDW i Kaszalot.
Spektakl spotkał się z pozytywnym odbiorem ze strony krytyków jak i publiczności.

## Obsada
Opracowano na podstawie materiału źródłowego.
| - Anna Andrzejewska jako Antonówka - Wojciech Blaszko jako Blacha - Zyta Bujacz jako Zyta - Maria Foryś jako Marija - Arkadiusz Franczak jako Mały, Szatan - Agnieszka Brańska jako Aga - Aneta Gierak jako Anetka - Monika Grzelak jako Salsa - Marta Jeremin jako Czajna - Agnieszka Gierak jako Aga - Alan Kalski jako Młody - Rafał Kamiński jako Roofi - Emil Kępski jako Lime - Jakub Kowalczyk jako Kubo - Monika Kowalczyk jako Monia |  | - Marcin Kozioł jako Żarówa - Kacper Laszkiewicz jako Lanek - Karol Niecikowski jako Dread Man - Maciej Nowiński jako Cortes - Dariusz Pereć jako John - Rafał Pilawka jako Rafson - Paweł Sawicki jako Superman - Arkadiusz Skuza jako Snake - Adam Stefański jako Hefo - Iwona Suszycka jako Mała - Katarzyna Kurdej jako Kati - Katarzyna Walczak jako Tina - Łukasz Zarębski jak Zajcew - Maciej Florek jako Floo |

## Ścieżka dźwiękowa
12 ławek – ścieżka dźwiękowa z musicalu ukazała się 21 lutego 2005 roku nakładem wytwórni muzycznej Wielkie Joł. Na płycie znalazły się nagrania takich wykonawców jak: Matheo, RDW, Rufin MC, Marika, O.S.T.R., Zagmadfany, Ri!codeh, Tede, Numer Raz, Katarzyna Kurdej oraz Kameral. Oprawę graficzną wydawnictwa przygotował Łukasz Gumowski. Miksowanie wykonał DJ Zero. Z kolei za mastering był odpowiedzialny Jacek Gawłowski.
Materiał był promowany teledyskiem do utworu-promomiksu "12 ławek" w wykonaniu rapera Numer Raz, zespołu Analogia i wokalistki Mariki.
Lista utworów
Opracowano na podstawie materiału źródłowego.
1. Matheo - "Intro - prawda (ławka trzecia)" (muz. Matheo)
2. RDW - "Pieniądze - bujaka (ławka dziewiąta)" (feat. Kaszalot) (muz. Kaszalot, sł. Kaszalot, RDW)
3. RDW - "Duma (ławka jedenasta)" (feat. Kaszalot) (muz. Kaszalot, sł. Kaszalot, RDW)
4. RDW - "Rodzina - familia (ławka ósma)" (feat. Kaszalot) (muz. Kaszalot, sł. Kaszalot, RDW)
5. Rufin MC - "Styl - improwizacja (ławka druga)" (muz. Matheo, sł. Rufin MC)
6. Marika - "Rytm, taniec, muzyka - piękne panie (ławka piąta)" (muz. Matheo, sł. Marika)
7. O.S.T.R. - "Polska, kraj, ojczyzna - kochana Polsko Remix (ławka Dwunasta)" (muz. Matheo, sł. O.S.T.R.)
8. Zagmadfany - "Zajawka - kontrabanda (ławka pierwsza)" (muz. Norbullo, sł. Zagmadfany)
9. Ri!codeh - "Miłość, sex - koje kenu (ławka siódma)" (muz. Dreadsquad, sł. Rllcodeh)
10. Tede - "Melanż, impreza - świeżak (ławka szósta)" (muz. DJ 600V, sł. Tede)
11. Numer Raz - "Jedzenie, picie, spanie - Totalny Luz (ławka dziesiąta)" (muz. TU1, sł. Numer Raz)
12. Katarzyna Kurdej - "Wolność - chodźmy stąd (ławka czwarta)" (feat. Katarzyna Walczak) (muz. Sistars, sł. Sistars)
13. Kameral - "Outro - Push the Tempo" (muz. Kameral, sł. Kameral)